# Urat Trung
kỳ Urat Trung (giản thể: 乌拉特中旗; phồn thể: 烏拉特中旗; bính âm: Wūlātè Zhōng Qí, Hán Việt: Ô Lạp Đặc Trung kỳ) là một kỳ của địa cấp thị Bayan Nur (Ba Ngạn Náo Nhĩ), khu tự trị Nội Mông Cổ, Trung Quốc.

### Trấn
- Đức Lĩnh Sơn (德岭山镇)
- Thạch Cáp Hà (石哈河镇)
- Hải Lưu Đồ (海流图镇)
- Ô Gia Hà (乌加河镇)
- Ôn Canh (温更镇)

### Hương
- Thạch Lan Kế (石兰计乡)
- Hoành Phong (宏丰乡)
- Ô Lương Tố Thái (乌梁素太乡)

### Tô mộc
| - Tang Căn Đạt Lai (桑根达来苏木) - Ba Âm (巴音苏木) - Ô Lan (乌兰苏木) - Ba Âm Hàng Cái (巴音杭盖苏木) | - Xuyên Tĩnh (川井苏木) - Hô Lặc Tư Thái (呼勒斯太苏木) - Ba Âm Cáp Thái (巴音哈太苏木) - Tân Hốt Nhiệt (新忽热苏木) |

### Khác
- Mục trường Mục Dương Hải (牧羊海牧场)
- Súc trường Đồng Hoa Thái Chủng (同和太种畜场)
- Lâm trường Ba Minh Ô Bắc (巴盟乌北林场)